# 宁波籍高等教育人物列表
宁波籍高等教育人物一览：

## 国际
- 杨福家，英国诺丁汉大学校长（Chancellor）

## 中国大陆
- 严鹤龄，清华大学代理校长，二度出任
- 翁文灏，国立清华大学代理校长
- 张孝文，清华大学前校长
- 倪维斗，清华大学副校长
- 岑章志，清华大学副校长
- 蒋梦麟，国立北京大学校长
- 冯定，北京大学副校长
- 韩启德，北京大学副校长
- 蒋梦麟，国立浙江大学校长
- 沙文汉，浙江大学前校长
- 路甬祥，浙江大学前校长
- 冯培恩，浙江大学前副校长
- 张曦，浙江大学书记
- 朱祖祥，浙江农业大学（现浙大）校长
- 陈子元，浙江农业大学（现浙大）校长
- 张美翊，交通大学校长，二度出任
- 杨恺，上海交通大学党组组长、党委书记
- 翁史烈，上海交通大学前校长
- 谈家桢，复旦大学前副校长
- 杨福家，复旦大学前校长
- 王卫平，复旦大学副校长
- 蔡达峰，复旦大学副校长
- 张寿镛，光华大学（今华东师范大学）创校校长
- 沈嗣良，圣约翰大学校长
- 蒋中正，国立中央大学（今南京大学）校长
- 杨永清，东吴大学首任华人校长
- 陈裕光，金陵大学校长
- 蒋中正，黄埔军校校长
- 严修，南开校父
- 黄达人，中山大学校长
- 张斯枸，武汉大学校长
- 严智开，国立北京美术学校教务长
- 潘公凯，中国美术学院前校长，中央美术学院校长
- 潘天寿，中国美术学院前校长，二度出任
- 汪日章，中国美术学院前校长
- 陈之佛，中国美术学院前校长
- 樊祖荫，中国音乐学院校长
- 余秋雨，上海戏剧学院前校长
- 顾仲彝，上海戏剧学院前校长（上海戏剧实验学校时期）
- 顾方舟，协和医科大学校长
- 韩启德，北京医科大学校长
- 江平，中国政法大学前校长
- 孙维炎，对外经济贸易大学前校长、书记
- 陈裕光，北京师范大学代校长
- 徐金梧，北京科技大学校长
- 樊恭烋，北京工业大学名誉校长
- 周家伦，同济大学书记
- 童第周，山东大学前副校长
- 竺苗龙，青岛大学校长、荣誉校长
- 沈敦和，山西大学校长
- 陈舜礼，山西大学校长
- 陈心昭，合肥工业大学校长
- 董企铭，河南科技大学校长
- 王正廷，北平中国大学校长
- 谷士文，华中师范大学前校长，湖南大学前校长
- 周永元，中国纺织大学校长
- 朱兆祥，宁波大学校长
- 於世成，上海海事大学校长
- 杨恺，上海电视大学校长
- 周希贤，重庆工商大学党委书记
- 胡文耀，震旦大学首任及唯一一位华人校长
- 朱元鼎，上海水产学院院长、荣誉院长

## 台湾
- 毛高文，国立清华大学前校长
- 章孝慈，东吴大学前校长
- 沈君山，国立清华大学前校长
- 戴运轨，国立台湾大学代理校长、教务长，国立中央大学校长
- 张其昀，中国文化大学校长
- 蒋中正，国立政治大学校长
- 徐汝诚，黄埔军校校长
- 鲍幼玉，台北艺术大学创校校长
- 徐培根，国防大学校长
- 蒋纬国，国防大学校长
- 宋时选，朝阳科技大学董事长
- 周联华，東海大學董事长
- 張鏡湖，中国文化大学董事长

## 香港
- 马临，香港中文大学前校长
- 沈祖尧，香港中文大学校长
- 包陪庆，香港演艺学院董事会主席